# Nicole Anyomi
Etonam Nicole Anyomi (Krefeld, 2000. február 10. –) német női korosztályos válogatott labdarúgó, az SGS Essen játékosa.

## Pályafutása

### Klub
A SuS Krefeld és a Borussia Mönchengladbach csapataiban nevelkedett, majd 2014-ben igazolt át az SGS Essen együtteséhez. Itt mutatkozott be az élvonalban az első csapatban 2016-ban. Október 15-én az 1. FFC Turbine Potsdam ellen debütált csereként, a 83. percben váltotta Andó Kozuét. November 12-én megszerezte első gólját az USV Jena ellen. 2020. július 5-én a kupadöntőn egy szerencsétlen ütközést követően farokcsont törést szenvedett.

### Válogatott
Részt vett a 2017-es U17-es női labdarúgó-Európa-bajnokságon, a 2018-as és a 2019-es U19-es női labdarúgó-Európa-bajnokságon.

## Statisztika
2020. október 7-i állapotnak megfelelően.
| Klub             | Szezon           | Bajnokság | Bajnokság | Kupa  | Kupa  | Nemzetközi | Nemzetközi | Összesen | Összesen |
| Klub             | Szezon           | Mérk.     | Gólok     | Mérk. | Gólok | Mérk.      | Gólok      | Mérk.    | Gólok    |
| ---------------- | ---------------- | --------- | --------- | ----- | ----- | ---------- | ---------- | -------- | -------- |
| SGS Essen        | 2016–17          | 8         | 3         | 1     | 0     | -          | -          | 9        | 3        |
| SGS Essen        | 2017–18          | 17        | 2         | 3     | 1     | -          | -          | 20       | 3        |
| SGS Essen        | 2018–19          | 15        | 1         | 2     | 2     | -          | -          | 17       | 3        |
| SGS Essen        | 2019–20          | 21        | 4         | 5     | 2     | -          | -          | 26       | 6        |
| SGS Essen        | 2020–21          | 5         | 1         | -     | -     | -          | -          | 5        | 1        |
| SGS Essen        | Összesen         | 66        | 11        | 11    | 5     | 0          | 0          | 77       | 16       |
| Karrier összesen | Karrier összesen | 66        | 11        | 11    | 5     | 0          | 0          | 77       | 16       |

## Sikerei, díjai
- Németország U17
  - U17-es női labdarúgó-Európa-bajnokság: 2017